# Our House is On Fire

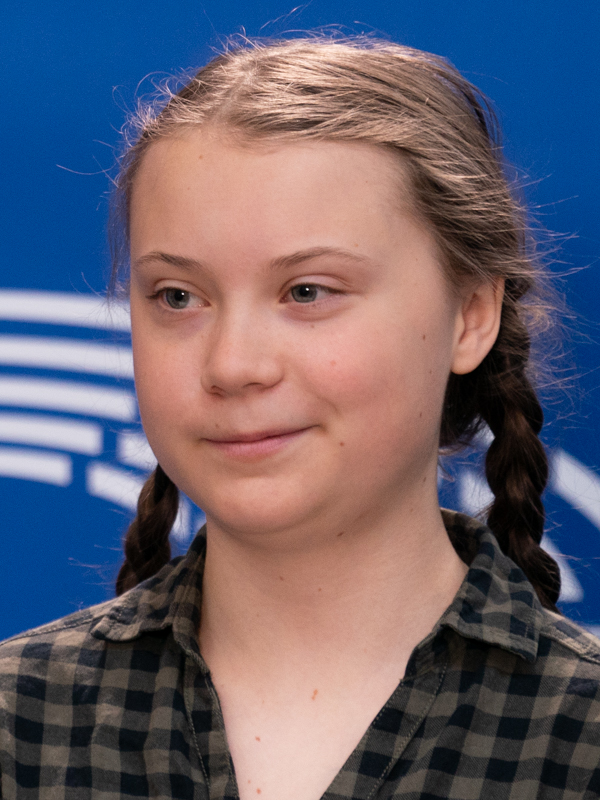
Greta Thunberg i april 2019.

Our House is On Fire är ett tal som den svenska klimataktivisten Greta Thunberg framförde på World Economic Forum i Davos i Schweiz den 25 januari 2019. Talet handlade om global uppvärmning och är troligtvis inspirerat av Jacques Chiracs tal Notre maison brûle et nous regardons ailleurs. Thunberg har dock skrivit sitt tal själv. Hennes tal finns inkluderat i hennes bok No One is Too Small to Make a Difference från 2019.
Sista delen av hennes tal:
| ”                                  | Adults keep saying: we owe it to the young people to give them hope. But I don't want your hope; I don't want you to be hopeful. I want you to panic, I want you to feel the fear I feel every day. And then I want you to act; I want you to act as if you would in a crisis. I want you to act as if the house was on fire, because it is. | „ |
| – Greta Thunberg, 25 januari 2019, | |   |

Vid sitt tal under World Economic Forum i Davos den 21 januari 2020 avslutade Greta Thunberg med att referera till fjolårets tal, med orden "Our house is still on fire".